# Továrna na lepenku Josefa Němečka v Kuklenách
Továrna na lepenku Josefa Němečka v Kuklenách byla firma, která v letech 1876–1902 vyráběla v Kuklenách lepenku a dehet.

## Historie
V roce 1875 postavil Josef Němeček přízemní dům čp. 166, který se nacházel na pozemku bývalé papírny a ležel mezi touto továrnou a pardubicko-libereckou tratí. Následujícího roku požádal obec o povolení vyrábět dehet, smůlu apod., ale dr. Plakvic podal stížnost. 19. července téhož roku bylo povolení uděleno.
Dehet se vařil v zadní budově v otevřeném kotli. Páry se často vzňaly a bývalo tam proto množství ohňů. 2. května 1877 prasklo potrubí u destilačního přístroje, plyn okamžitě zaplnil místnost a vzňal se. Továrna a skladiště shořely úplně a na obytném stavení shořela střecha. Továrna byla pojištěna na 4 815 zl. a na zásoby 4 794 zl.
Po tomto velkém požáru byl závod znovu postaven a zřízen v něm parní kotel. 20. března 1879 Josef Němeček obdržel od okresního hejtmanství výsadu na výrobu zlepšené lepenky na dobu 1 roku. Mimo ni vyráběl asfaltovou lepenku, asfaltové dlažby, dehtové výrobky, karbolineum, asfaltové laky, oleje pro motory a další obdobné organické produkty. V letech 1884–1885 měla firma problémy kolem vypouštění odpadní vody do náhonu a jeho následného znečištění a zapáchání. 15. října 1886 si cukrovar na okresním hejtmanství stěžuje, že se v továrně neoprávněně vyrábějí a skladují éterické oleje. 25. října téhož roku tam byla vyslána komise. 19. prosince 1886 Josef Němeček požádal o povolení hostince v čp. 166, protože jeho 30 dělníků potřebovalo stravování. Následujícího roku ho skutečně obdržel.
12. ledna 1888 a 19. února 1900 vypukly ještě 2 velké požáry a vedle nich bylo na 13 menších, např. 9. dubna 1890. Problémem byly i neustávající spory s cukrovarem. Roku 1889 zněla firma „Továrna na lepenku Kateřiny Němečkové“, přičemž byla okresním hejtmanstvím a obecním úřadem mnohokrát vyzývána, aby se psala „v Kuklenách“ a ne „v Hradci Králové“. Roku 1895 byla přední budova rozšířena o 1. patro a o 2 roky později začala stavba nového skladiště. Roku 1896 byla u obchodního soudu v Hradci Králové zapsána firma K. Němeček, továrna na lepenku, asfaltový dehet atd. v Kuklenách, jejíž majitelkou byla Kateřina Němečková a firmu mohl zastupovat také V. Němeček. V roce 1902 se zde přestalo pracovat a nový závod byl postaven v Hradci Králové, z něhož se před 1. světovou válkou vyvinula továrna R. J. KAREL (dříve K. Němeček) C. k. priv. továrna na lepenku a chemické výrobky z dehtu a olejů v Hradci Králové a po ní závod společnosti Teerag.